# Gara Iaroslav
Gara Iaroslav (în rusă Ярославский вокзал) este o gară cap de linie importantă din Moscova. Ea a fost construită în anul 1862, fiind cea mai veche gară și nod de cale ferată din oraș. Gara este punctul de pornire a căii ferate transsiberiene care este calea ferată cea mai lungă din lume.
1. ↑   http://osm.sbin.ru/esr/esr:195506 Lipsește sau este vid: |title= (ajutor)